# Ruben Kihuen
Rubén Jesús Kihuen Bernal (Guadalajara, 25 aprile 1980) è un politico statunitense, membro della Camera dei Rappresentanti per lo stato del Nevada dal 2017 al 2019.

## Biografia
Nato a Guadalajara, in Messico nel 1980 si trasferì negli Stati Uniti nel 1988. Kihuen si laureò alla University of Nevada, Las Vegas. Durante gli studi si attivò come volontario per le campagne elettorali del senatore Harry Reid, del governatore della Virginia Mark Warner e del sindaco di Houston Lee Brown. Nel 2002 diventa viceresponsabile in loco del Partito Democratico del Nevada e serve come rappresentante in loco del senatore e leader della maggioranza Harry Reid. Lavora poi come consulente accademico e addetto al reclutamento studenti per il College of Southern Nevada.
Nel 2006 viene eletto nell'Assemblea legislativa del Nevada, incarico che mantiene fino al 2010, quando si candida e viene eletto al Senato del Nevada, dove svolge anche la funzione di capogruppo di maggioranza.
Dopo aver ritirato una iniziale candidatura alla Camera dei Rappresentanti nel 2012, si ricandida nel 2016 nel quarto distretto del Nevada. Il 14 giugno 2016 vince delle affollate primarie democratiche con sette candidati e nel mese di luglio interviene alla convention nazionale democratica, unico candidato al Congresso a farlo. Kihuen vince le elezioni generali dell'8 novembre con il 48,5% dei voti battendo il deputato uscente repubblicano Cresent Hardy con il 48,5% dei voti contro il 44,5.
Nel 2018, coinvolto in uno scandalo sessuale che lo vide accusato di molestie da una collaboratrice, decise di non candidarsi per un ulteriore mandato da deputato e lasciò il Congresso dopo soli due anni.